# 福井市中央卸売市場
福井市中央卸売市場（ふくいしちゅうおうおろしうりしじょう）は、福井県福井市大和田にある福井市が設置する一般財団法人 福井市中央卸売市場協会が運営する中央卸売市場である。1974年（昭和49年）に開設。

## 概要
- 所在地：福井市大和田1丁目101番地（国道8号沿線に立地）
- 青果、水産物、花きを取り扱う。
- 取扱量は、1975年には青果、水産物の総取扱量11万トン（総取扱高：約420億円）あったが、減少を続け、2013年には青果約3万7千トン、水産物約1万4千トン（総取扱高：約207億円）となっている[2]。